# Giovanni della Robbia
Giovanni della Robbia (19. května 1469 Florencie – 1529 Florencie) byl italský sochař doby renesance, příslušník slavné trojgenerační toskánské rodiny sochařů a keramiků. 

## Životopis
Jeho otcem byl sochař Andrea della Robbia (1435–1525), bratrem Girolamo della Robbia (1488–1566) a prastrýc Luca della Robbia (1399/1400–1482).
Většinu své kariéry pracoval v dílně svého otce a po jeho smrti ji zdědil a vedl, určitý čas spolu s bratrem Girolamem. Specializovali se na trojrozměrné sochy či objekty nebo reliéfní plastiky z fajánse, tj. z polychromované glazované terakoty. Často nelze rozeznat práci otce od syna, proto se vžil termín dílna della Robbiů. Luca i Andrea svá díla obvykle signovali, ale Giovanni připojoval jen datum. Robbiovy oltářní retábly byly kopírovány, jeden příklad je v bazilice v San Lucchese nedaleko Poggibonsi (datovaný 1514), jiný s Pannou Marií mezi světci v Monte San Savino (1525) a třetí v kostele kapucínů v Arcerii nedaleko Senigallie. Některé mohli vytvořit asistenti, kteří se v dílnách Robbiových školili .

## Dílo
Tvořil oltářní retábly, sanktuaria, křtitelnice, figurální vlysy na fasády domů, sochy světců do výklenků domů, heraldické vývěsní štíty, kruhové medailony (tzv. tonda) v orámování z ovocných věnců a dekorativní plastiky andílků nebo květin ve váze. V encyklopediích se uvádí jako medailér, ale žádná v kovu odlitá medaile není známa. Vytvořil také pašijový cyklus scén v životní velikosti pro svatou horu San Vivaldo (Montaione) v metropolitní oblasti Florencie; ten se stal vzorem mnoha napodobenin - barokních skulptur v kaplích kalvárie.

## Galerie

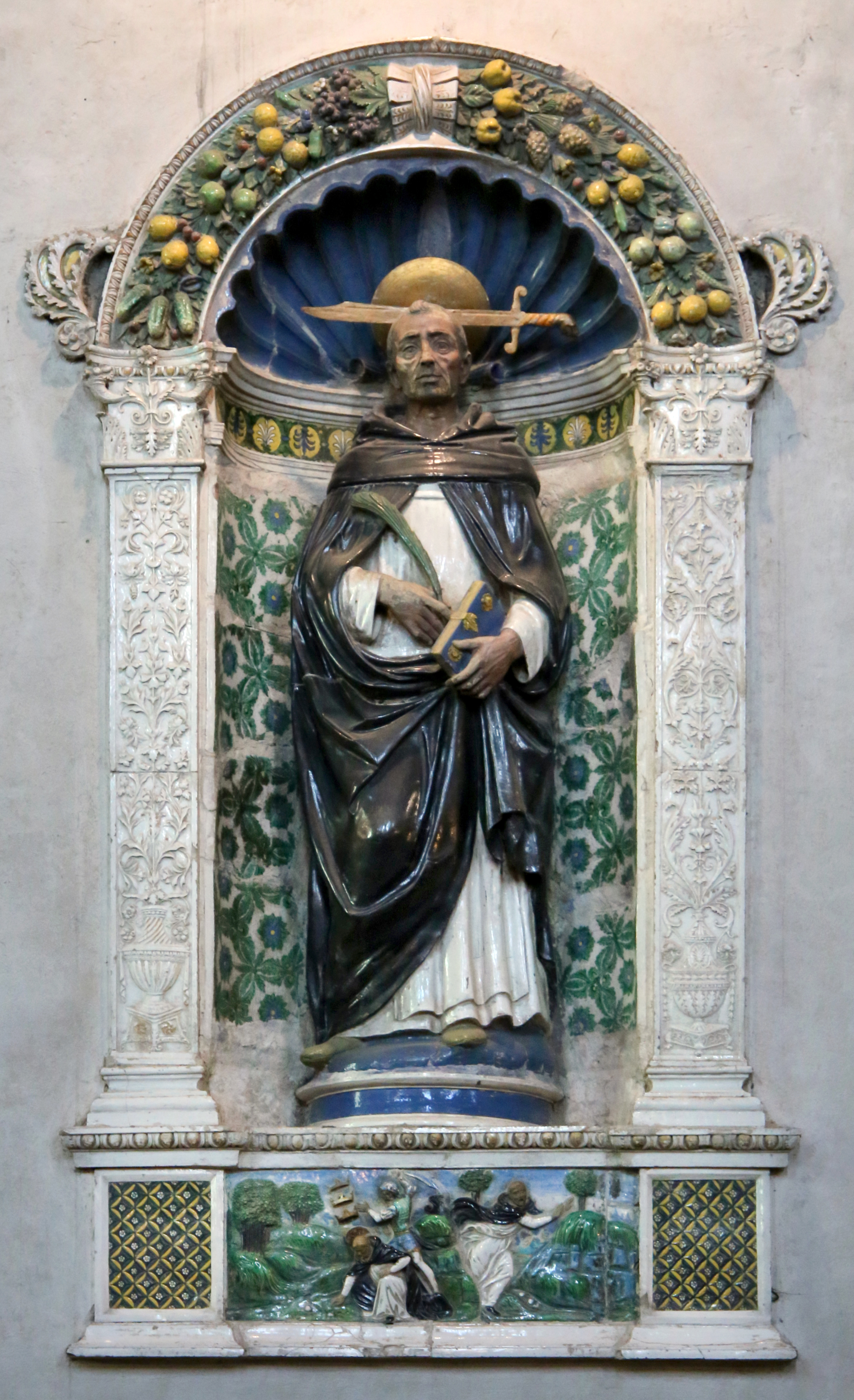
sv. Petr mučedník, Arezzo
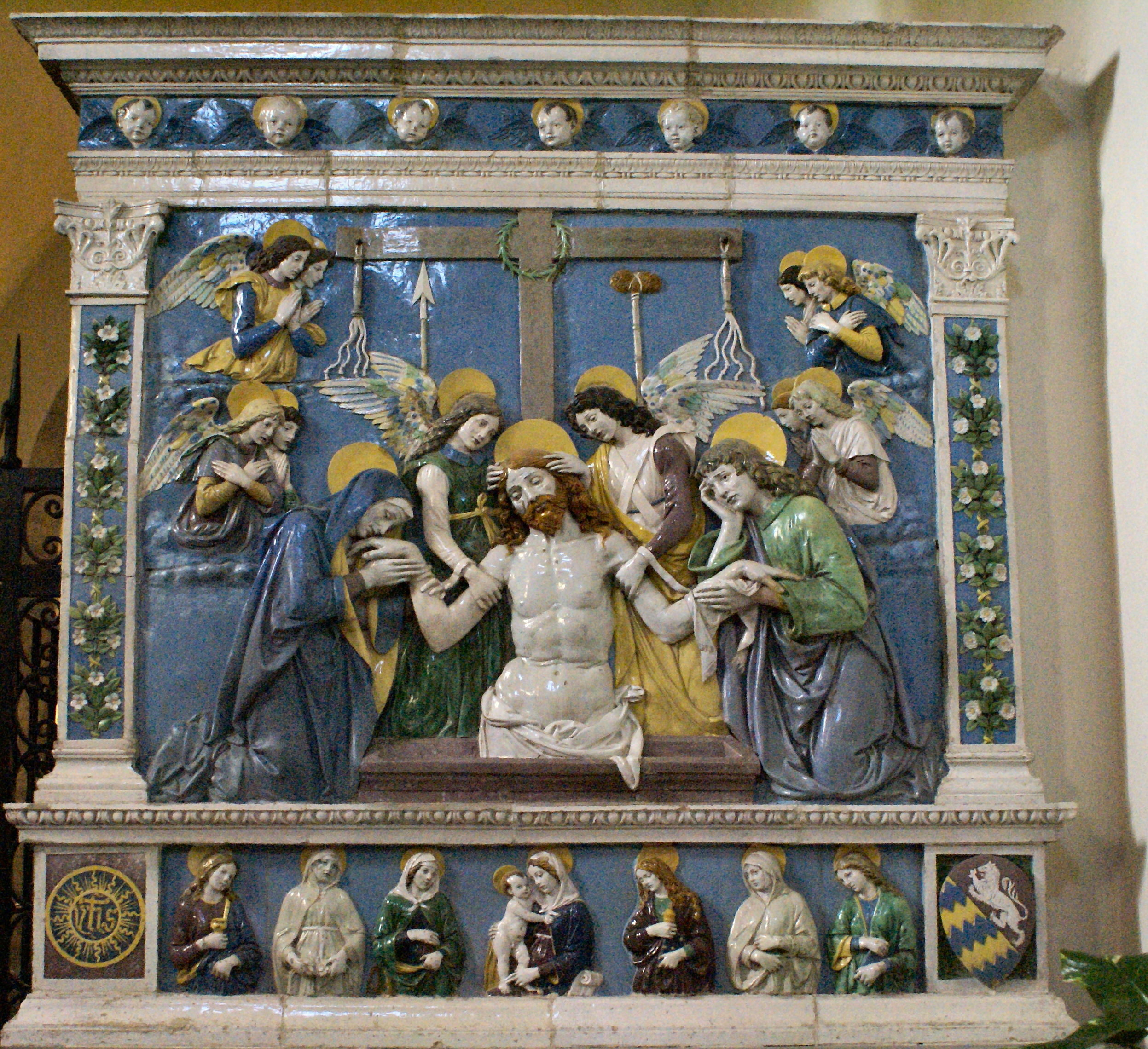
Oplakávání Krista v hrobě
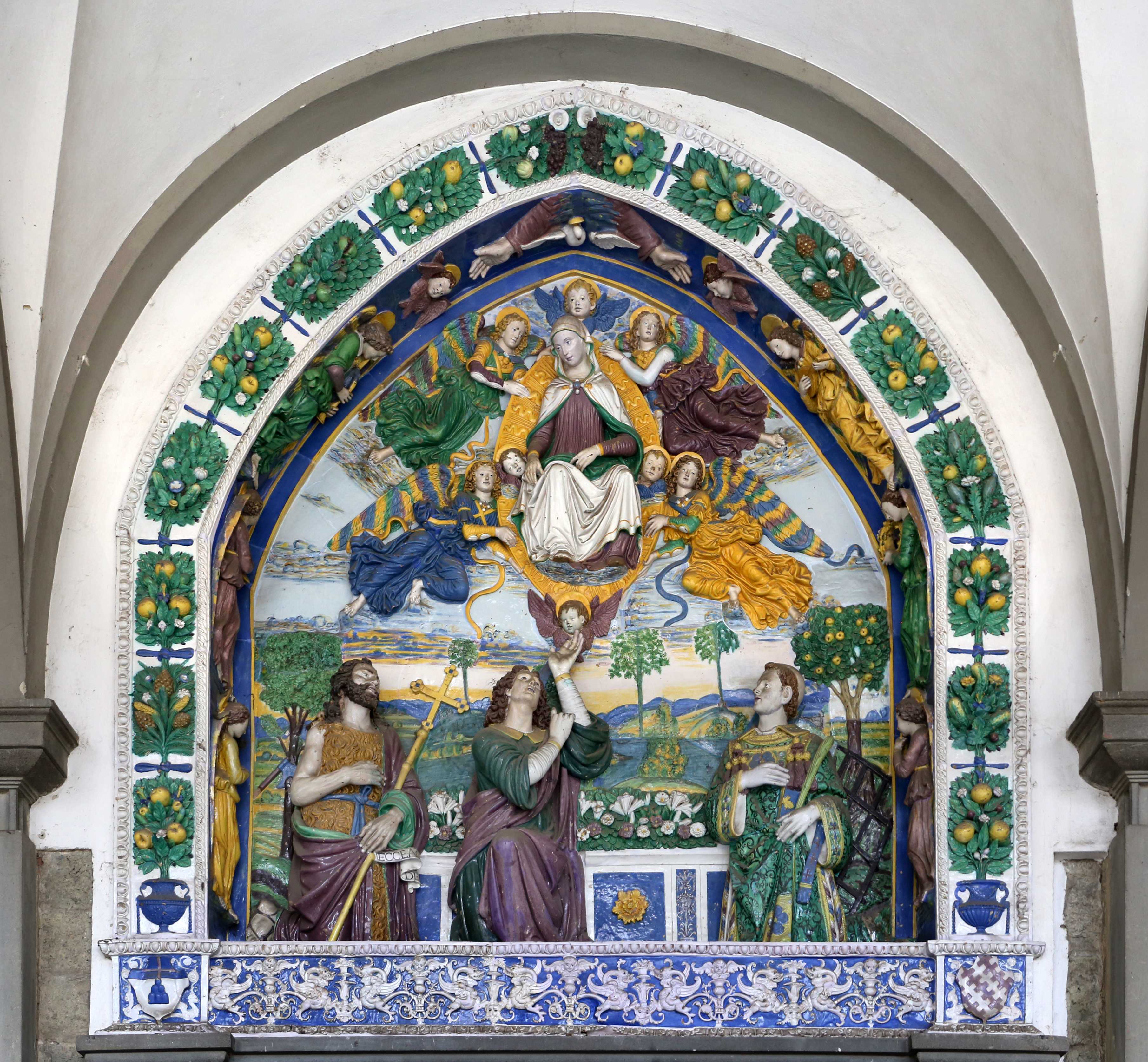
Madona se sv. opaskem, 1513
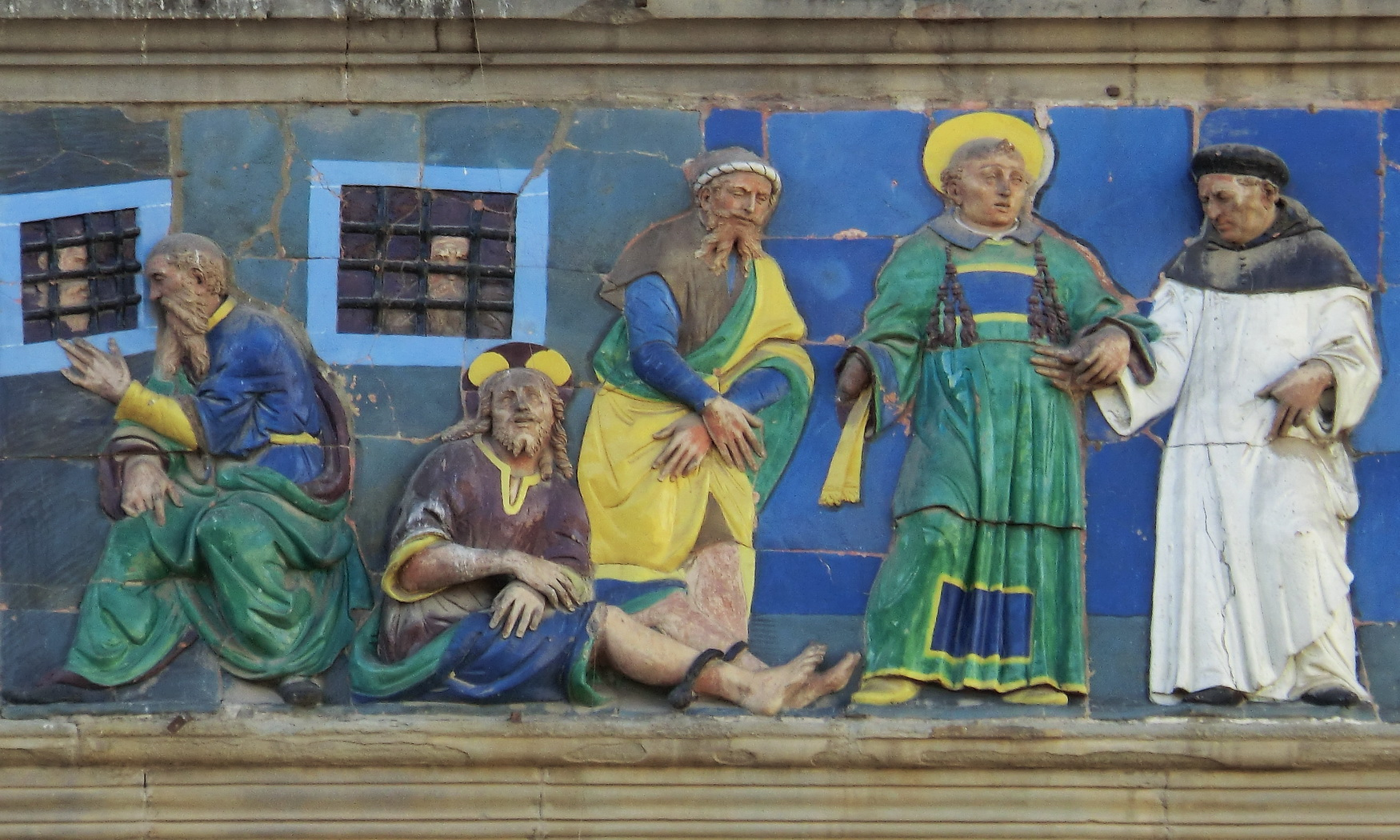
Vlys, ospedale del Ceppo, Pistoia
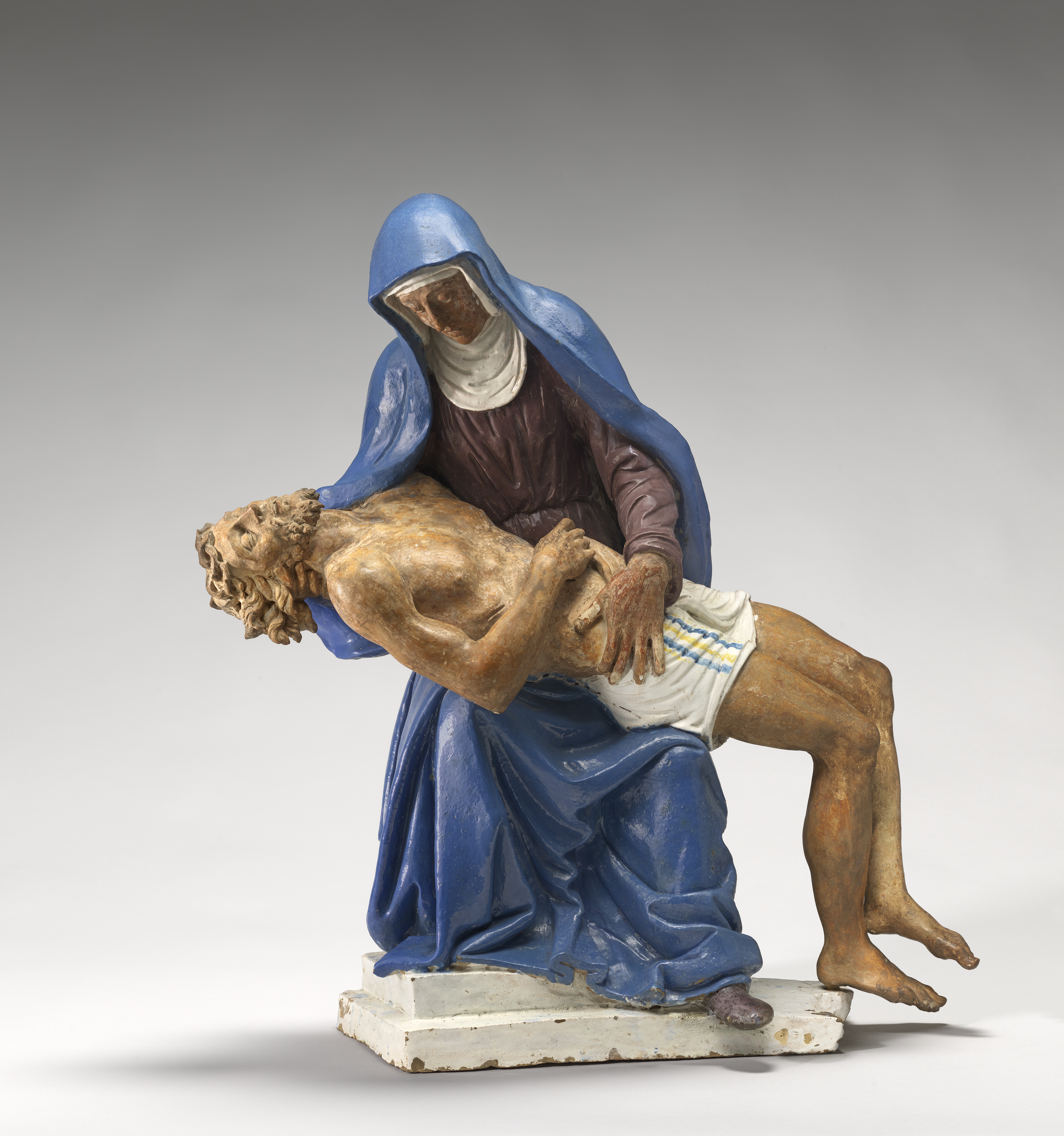
Pieta, 1510-1520
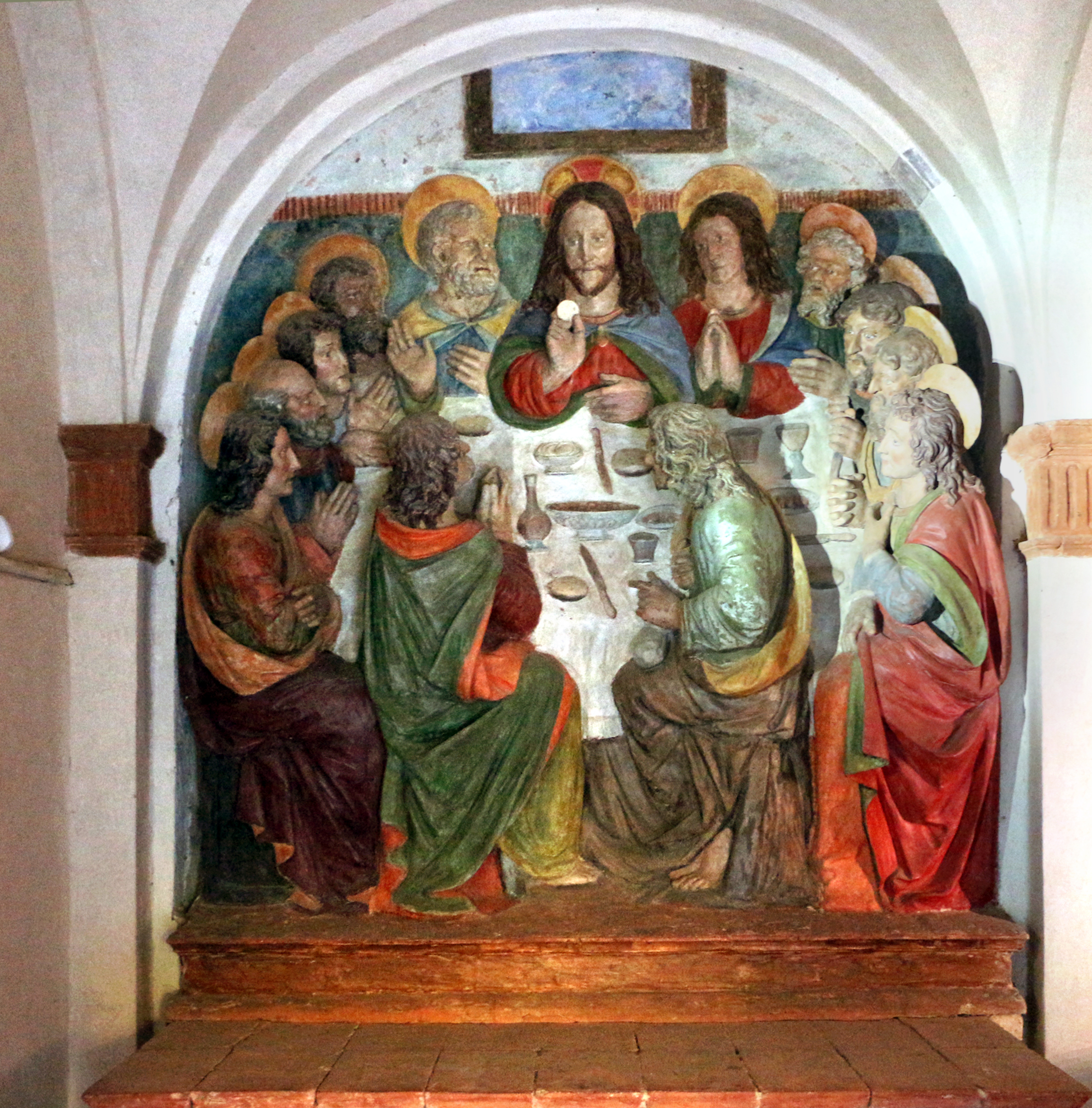
Poslední večeře
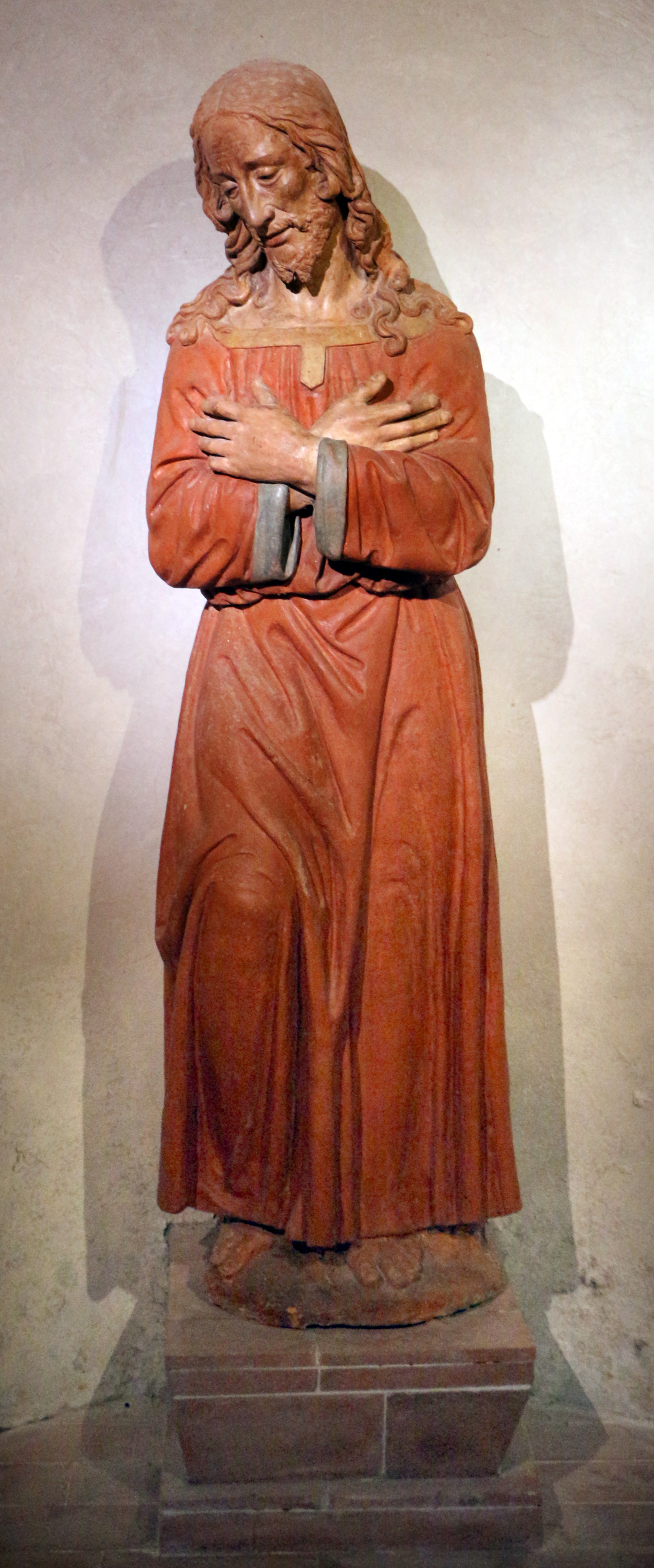
Zajetí Krista
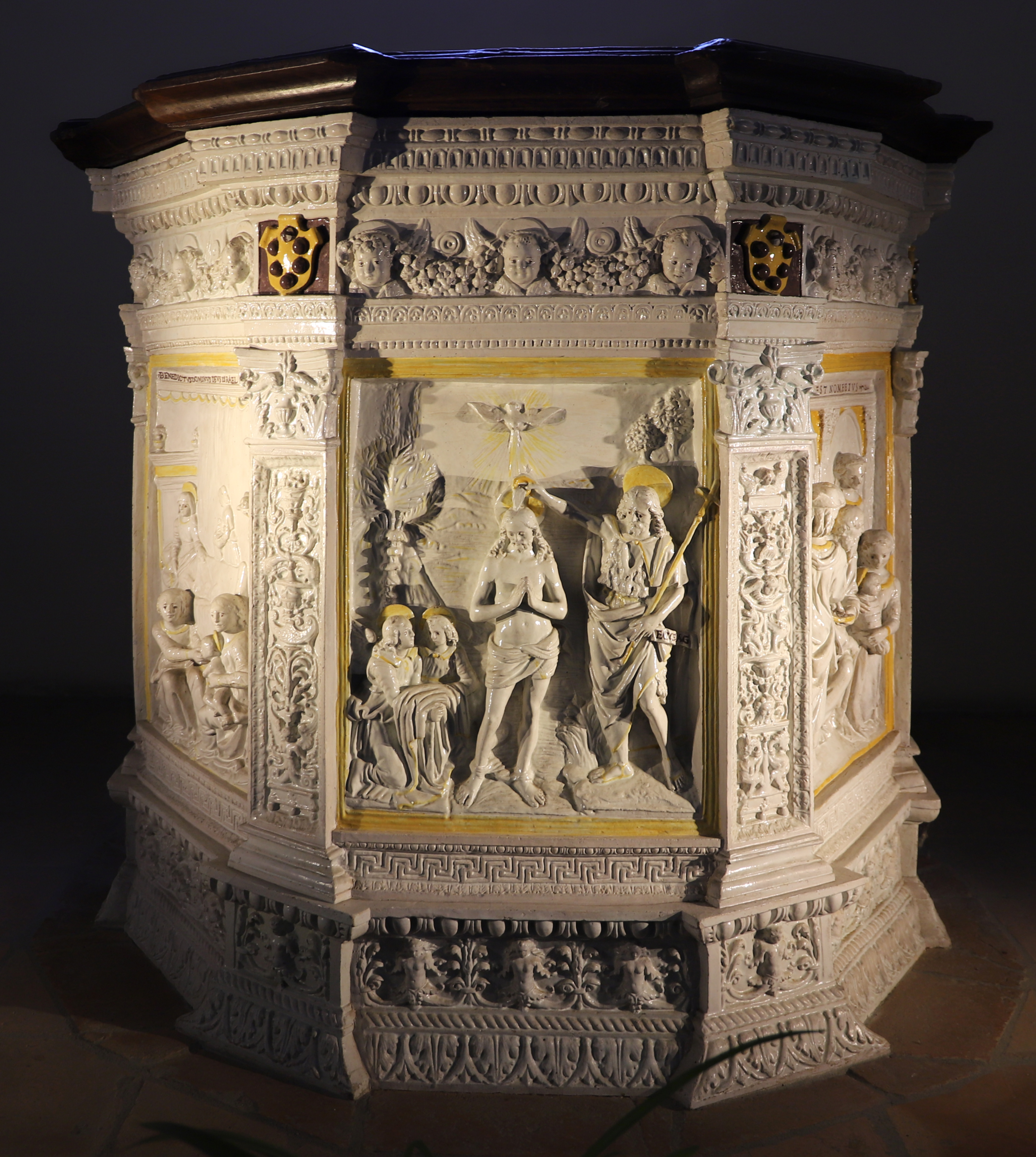
Křtitelnice, San piero a Sieve, 1518
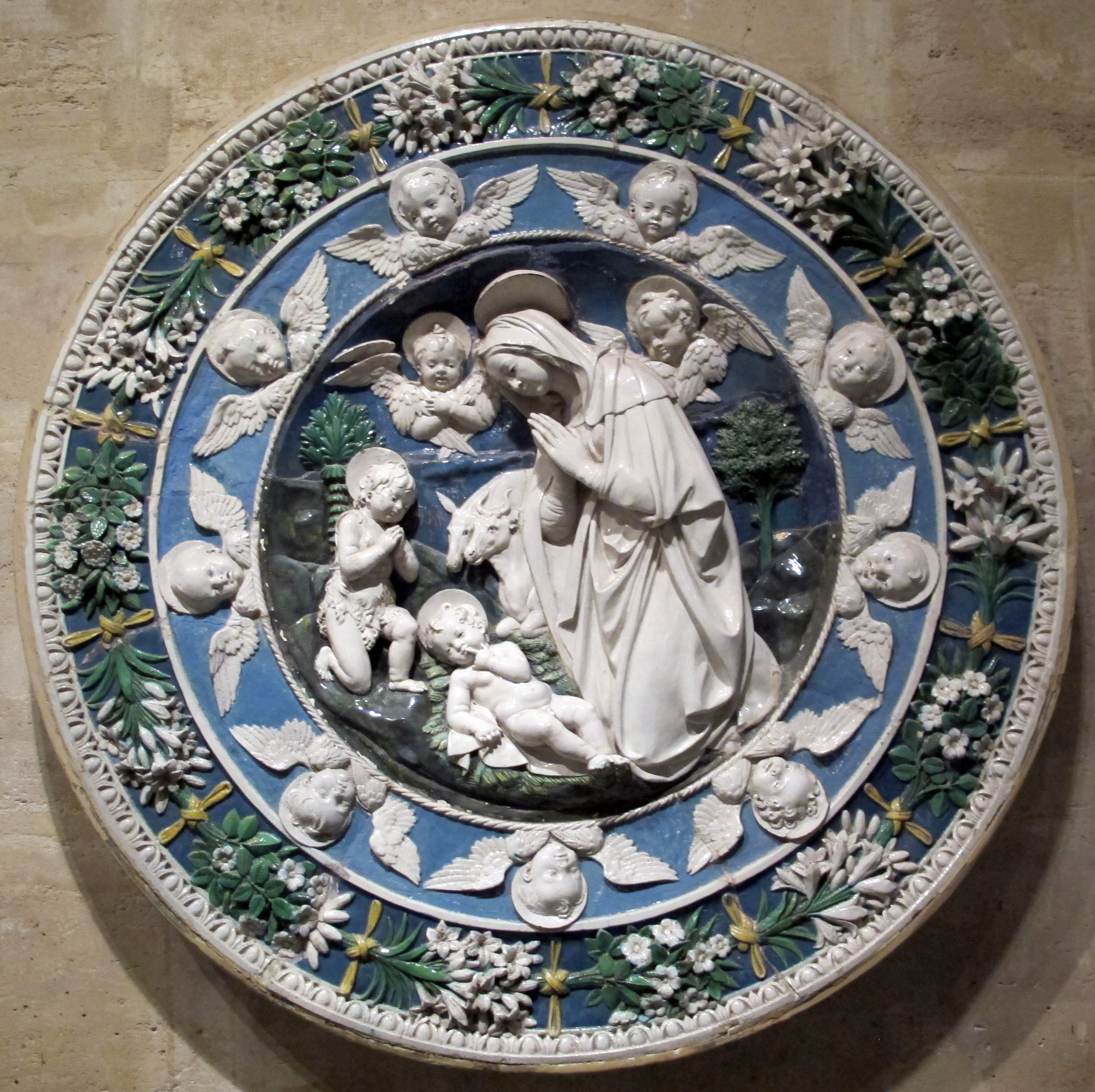
Tondo s adorací Páně
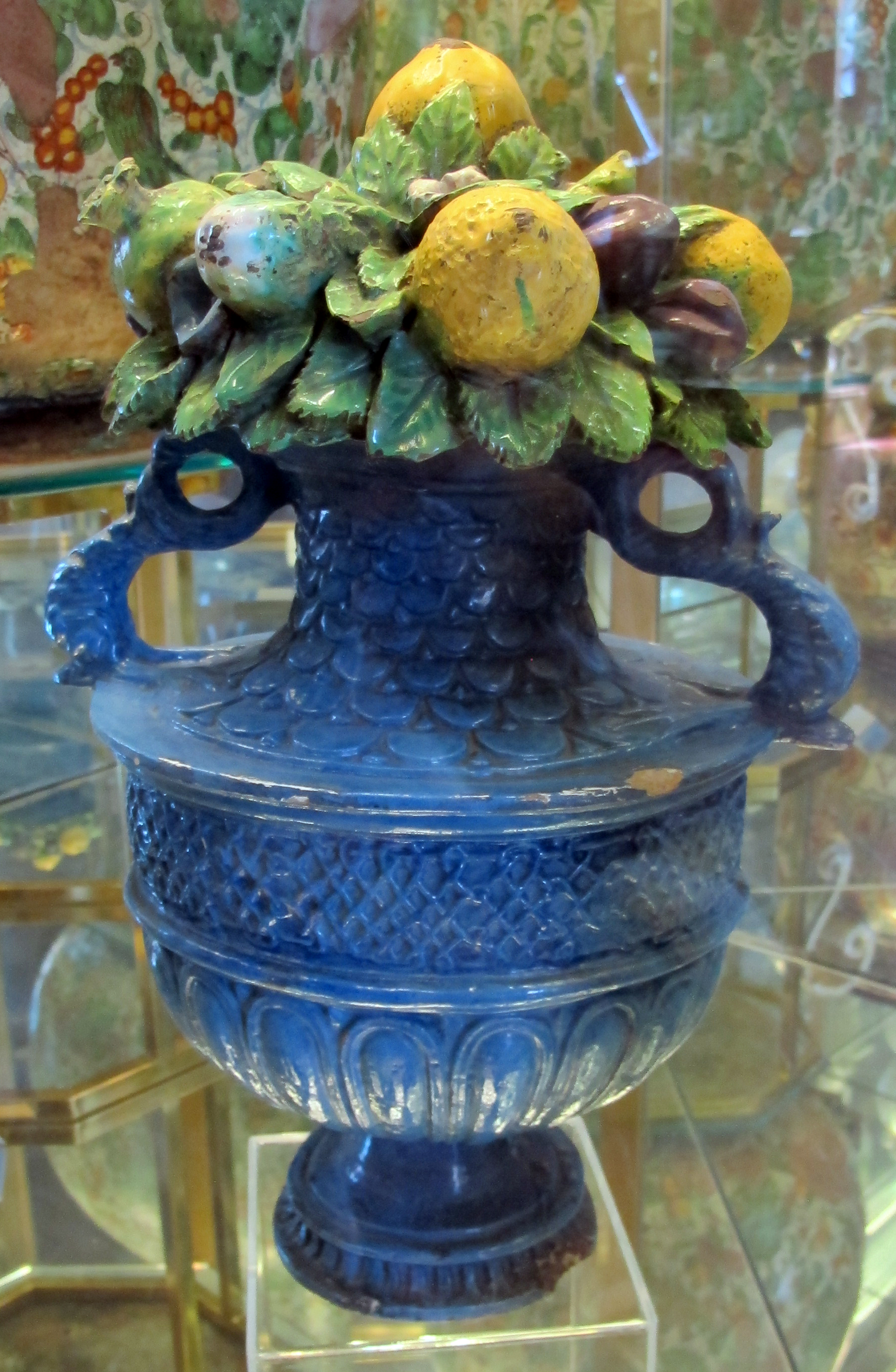
Váza s citróny, 1500-1510